# Els morts del llac Constança: El retorn
Els morts del llac Constança: El retorn o Mort al llac: La reaparició és un telefilm germanoaustríac del 2018 emès per ORF i ZDF i dirigit per Hannu Salonen. Aquesta és la sisena part de la sèrie de crims Els morts del llac Constança. La primera emissió va tenir lloc a l'ORF el 13 de gener de 2018, i a ZDF el 22 de gener de 2018. S'ha doblat al català central per a TV3 amb el títol d'Els morts del llac Constança: El retorn, i al valencià per a À Punt amb el nom de Mort al llac: La reaparició.

## Producció
El rodatge va tenir lloc juntament amb la setena part La quarta dona del 25 d'abril al 29 de juny de 2017 al llac de Constança i els seus voltants. El lloc de rodatge incloïa península de Galgeninsel. La pel·lícula va ser produïda per Graf Filmproduktion GmbH i Rowboat Film- und Fernsehenproduktion; Österreichische Rundfunk i ZDF van participar-hi i va comptar amb el suport del Fernsehfonds Austria i l'estat de Vorarlberg.
Michael Wollmann va ser responsable del so, Christine Egger de l'escenografia, Heike Werner del disseny de vestuari i Birgit Beranek i Gerda Pichler del maquillatge.